# Каполего бронзовий
Каполе́го бронзовий (Pseudotriccus pelzelni) — вид горобцеподібних птахів родини тиранових (Tyrannidae). Мешкає в Південній Америці та на сході Панами. Вид названий на честь австрійського орнітолога Августа фон Пельцельна.

## Підвиди
Виділяють чотири підвиди:
- P. p. berlepschi Nelson, 1913 — крайній схід Панами (Серро-Пірре, Серро-Такаркуна[es] і північний захід Колумбії (Західний і Центральний хребти Колумбійських Анд);
- P. p. annectens (Salvadori & Festa, 1899) — південно-західна Колумбія (на південь від Кауки) і захід Еквадору (на південь до Ель-Оро);
- P. p. pelzelni Taczanowski & Berlepsch, 1885 — Східний хребет Колумбійських Анд і схід Еквадору;
- P. p. peruvianus Bond, J, 1947 — Анди на сході Перу (від  Амазонаса до Куско).

## Поширення і екологія
Бронзові каполего живуть у вологих гірських і рівнинних тропічних лісах Анд. Зустрічаються на висоті від 300 до 2500 м над рівнем моря.